# Région de planification de Riga
La région de Riga (letton : Rīgas reģions), officiellement région de planification de Riga (letton : Rīgas plānošanas reģions) est l'une des cinq régions de planification lettones, située au centre de la Lettonie, au sein et autour de la métropole de Riga ainsi que la côte du Golfe de Riga. La région a été créée le 12 octobre 2006 sur la base de l'acte n° 133 créant les régions du 25 mars 2003.

## Organisation
D'après la « loi sur le développement régional de la région de planification de Riga », la région est dirigée par le ministère du développement régional et du gouvernement local. L'autorité décisionnelle est le Conseil de développement de la région de planification de la Riga, qui est composé de 18 députés désignés par les maires des municipalités au sein de la région.

## Compléments